# Lucía Pérez
Pour les articles homonymes, voir Pérez.
Lucía Pérez Vizcaíno (née le 5 juillet 1985 à O Incio, Lugo, Galice, Espagne) est une chanteuse espagnole.
Elle gagne la sélection nationale pour l'eurovision le 18 février 2011.
Elle représente l'Espagne au Concours Eurovision de la chanson 2011 avec sa chanson Que me quiten lo bailao ("C'est toujours ça de pris").

## Biographie
En 2002, à 17 ans, Lucía Pérez a remporté le concours de talents pour la chanteuse amateur Canteira de Cantareiros , à la télévision régionale galicienne (TVG). Un an plus tard, elle publie son premier album, Amores y amores , qui obtient la certification Galician Gold Record pour ses ventes.
En 2005, elle a reçu le prix du Galician Soloist Pop Album. Plus tard cette année-là, elle a représenté l'Espagne au Festival international de la chanson de Viña del Mar au Chili et s'est classée deuxième dans la compétition internationale avec la chanson "Qué haría contigo". Toujours en 2005, sa chanson "Amarás Miña Terra" a été nommée pour la meilleure chanson en galicien aux Spanish Music Awards.
En 2008, son troisième album, Volar por los tejados , est sorti en Espagne et au Chili, où elle fait de nombreuses tournées. En 2009, elle participe pour la deuxième fois au festival de Viña del Mar. En 2010, elle a sorti son quatrième album, Dígocho en galego, entièrement en langue galicienne.
En 2011, Lucía a pris part au processus de sélection espagnol du concours Eurovision de la chanson 2011 , Destino Eurovisión , et le 18 février, elle a remporté la finale avec la chanson "Que me quiten lo bailao". 
En mars 2011, après son élection en tant que candidate espagnole à l'Eurovision, Lucía a signé un accord avec Warner Music pour la sortie de son cinquième album, Cruzo los dedos, en avril 2011. 
Lors de la finale du concours Eurovision de la chanson 2011 qui s'est déroulée à Düsseldorf , en Allemagne, le 14 mai, elle s'est classée 23e. Cependant, elle était 16ème dans le résultat de télévote séparé. 
Le 20 juin 2014, Lucía a publié son sixième album studio, Quitapenas. 
En mai 2018, Lucía a publié son septième album studio Quince soles , qui inclut des collaborations avec Chenoa , Rosa Cedrón et Chema Purón.

## Discographie

### Albums
- Amores y amores (01/05/2003).
- El tiempo dirá (20/10/2006).
- Volar por los tejados (20/10/2009).
- Dígocho en galego (20/10/2010).
- Cruzo los dedos (12/04/2011).
- Quitapenas (20/06/2014)
- Quince Soles (11/05/2018)

### Single
- Que me quiten lo bailao (Eurovision) (25/03/2011).
- Tocando Enfrente (11/05/2018).
- Tudo Se Paga (09/05/2019).